# Maurizio Compagnoni
Maurizio Compagnoni (San Benedetto del Tronto, 3 marzo 1963) è un giornalista e telecronista sportivo italiano.

## Biografia
È sposato con la sua collega di redazione Vanessa Leonardi. È sostenitore della squadra della sua città, la Sambenedettese.

### Carriera
Laureato in giurisprudenza all'Università di Macerata, è stato direttore dei servizi giornalistici dell'emittente televisiva locale marchigiana TVS Onda dal 1988 al 1992. Nello stesso anno approda a TELE+ come telecronista sportivo specializzato sul calcio. Nel 1995 diviene giornalista professionista.
Inizia la sua carriera seguendo prevalentemente il calcio internazionale, e seguendo come inviato i Giochi olimpici di Atlanta 1996, quelli di Sydney 2000 e quelli di Londra 2012, in questi ultimi anche come telecronista.
Dal giugno 2003 approda nella redazione sportiva di Sky Sport. Si alterna con Fabio Caressa in qualità di telecronista di anticipi e posticipi del campionato italiano di Serie A, spesso al fianco di Luca Marchegiani nelle partite di campionato, mentre nelle partite di UEFA Champions League allo stesso Marchegiani si alterna Giuseppe Bergomi. È stato anche telecronista alle edizioni del campionato mondiale del 2006, 2010 e 2014.
È stato uno degli inviati al seguito della nazionale italiana di calcio. Ha commentato inoltre, dal 1998 al 2005, la Golden League di atletica leggera, dapprima per TELE+ e poi per Sky Sport. Inoltre collabora con il Corriere Adriatico in qualità di editorialista. Nell'ottobre 2004 ha ricevuto il Premio Paolo Rosi. 
È tornato a seguire l'atletica leggera in occasione dei Giochi Olimpici di Londra del 2012, come telecronista assieme a Nicola Roggero e Stefano Mei.